# Blackstaby
Blackstaby är kyrkbyn i Blacksta socken i Flens kommun i Södermanland, och ligger vid norra stranden av sjön Långhalsen.
Blacksta kyrka ligger här.